# Ajmarština
Ajmarština, případně aymarština, aimarština, ajmara nebo aymara (španělsky aimara, aimará, aymara či aymará, vlastní název aymar aru („aru“ = „jazyk, řeč“)) je indiánský jazyk z And. Mluví se jím v západní Bolívii, jižním Peru a severním Chile, další mluvčí žijí v Limě, Santiagu de Chile a mezi bolivijskými imigranty v Buenos Aires a na dalších místech Argentiny. V Bolívii a Peru je jedním z úředních jazyků. Z hlediska počtu mluvčích je v současnosti třetím nejrozšířenějším domorodým jazykem Ameriky, hned po kečuánštině a guaraníjštině. Ajmarština je rodným jazykem asi 2,2 milionu lidí.
Dle lidové etymologie má název jazyka původ ve slovním spojení jaya mara aru – starodávný jazyk (doslova daleký/daleko rok jazyk, jazyk dávných let). Odborníci se dnes přiklánějí spíše k názoru, že je odvozen od jména etnické skupiny Aymaraes, která v minulosti obývala oblast na jihu nynějšího peruánského regionu Apurímac. Význam názvu jazyka však zůstává poněkud nejasný.

## Historie a dialekty
Na základě glotochronologické metody se předpokládá, že k rozpadu původního jazyka na centrální větev, jaqaru a kawki došlo kolem roku 500 n. l. K rozrůznění dialektů v bolivijském Altiplanu došlo odhadem kolem roku 1500. Na rozdíl od kečujštiny jsou ale ajmarské dialekty navzájem srozumitelné.

Mapa rozšíření

Původně se ajmarsky hovořilo na území kolem dnešního města Lima. Postupně se jazyk šířil na jih, přičemž největšího rozsahu dosáhl přibližně kolem roku 1300. Postupně byl na severu a v části departamentu Oruro nahrazen kečujštinou. V Bolívii tento proces asimilace na kečujštinu trvá dodnes.
Ajmarské dialekty se liší zejména na fonologické úrovni, často například alternují fonémy /t/ a /th/, /j/ a /x/, /t/ a /th/ (a jiné s aspirací) apod. Poměrně často také docházi k přesmyčce, jako u chawlla a challwa "ryba". Některé dialekty také velmi zřídka užívají sufixů pro vyjádření aktuálního větného členění. Na úrovni morfologie a syntaxe jsou rozdíly menší (s výjimkou dialektů silně ovlivněných kečujštinou), např. munktti "nechci" (La Paz, Bolívie) vs. muntsa (Colchane, Chile), manq'asktawa "(právě) jíš" (La Paz) vs. manq'jtawa (Colchane).
Kromě regionálních variant existují také varianty sociální, konkrétně jaqi (=lidé; zde znamená indiáni) a q'ara (pejorativní označení pro bílé a mestice). Tyto dvě varianty (z nichž druhá se používá zejména při oficiálních příležitostech a v Radio Aymara) se liší kromě sémantiky některých sloves počtem fonémů a syntaktickou strukturou vět. Vzhledem k velkému počtu hispanismů v q'ara (často dochází ke code-switching) lze situaci přirovnat k jopará v Paraguayi, ovšem s tím rozdílem, že v Paraguayi je jopará běžně užívaným jazykem jazykem většiny populace, kdežto ajmarojazyčná populace v Bolívii používá v běžné konverzaci "čistou" variantu ajmarštiny.

## Charakteristika a nástin gramatiky
Morfofonologická struktura ajmarštiny je poměrně jednoduchá, téměř úplně převládá typ CV (souhláska-samohláska). Vzhledem k morfosyntakticky podmíněné elizi koncových samohlásek na hranici morfémů může ovšem dojít k výskytu shluků souhlásek (consonant clusters), např. yatktti (morfofonologicky yati-ka-ta-ti). Staré výpůjčky ze španělštiny přizpůsobily strukturu slov (kromě fonémů) pravidlu CV, např.: palasa (< plaza – náměstí), phuruta (< fruta – ovoce) apod.
Ajmarština je polysyntetický jazyk, tj. gramatické kategorie se vyjadřují převážně sufixy (skládajícími se z 1-6 slabik) s pevně danou pozicí. Typický slovosled je SOV, tj. podmět-předmět/komplement-přísudek. Jazyk nezná ekvivalent slovesa být, to se vyjadřuje sufixy, např.:
Ch'uqix p'ujsawa. – Brambory jsou měkké/moučnaté.
Hranice mezi slovními druhy jsou často nejasné, např. jayra znamená "lenoch, líný, lenošit", jallu znamená "déšť/prší", panqara znamená "rostlina" i "kvést" apod. Postavení slova ve větě zpravidla určují až sufixy, které se dělí na jmenné, slovesné a nezávislé (nevztahují se ke slovnímu druhu). Některé sufixy mění jmenný charakter slova na slovesný a naopak, a to i několikrát v rámci jednoho slova. Např. yati znamená "znalost" nebo "vědět", yaticha (>V) znamená "naučit" (sufix -cha je slovesný), yatichiri (>V>N) znamená "učitel" (sufix -iri nominalizuje), yatichirï (>V>N>V) znamená "být učitelem" (prodloužení koncové souhlásky je fonemické a verbalizuje) atd.
Slovesné sufixy nejsou morfosémanticky transparentní, tj. jeden morfém v sobě kombinuje kategorii způsobu, času, osoby podmětu a podle valence slovesa osoby dalšího argumentu (který je vybrán vzhledem k Silversteinově hierarchii životnosti). Ajmarština nezná pasívum (v indoevropském smyslu) ani aplikativ, má ale jiné morfologicky derivační procesy měnící valenci sloves, jmenovitě kauzativum, benefaktiv a malefaktiv. Například základní imperativ od slovesa alaña "koupit" je alam "kup", s vyjádřením druhotného argumentu sufixem -ita vznikne forma alita "kup (si) ode mne", s benefaktivním sufixem -rapi vznikne forma alarapita "kup pro mě" atd. Podobně existují vedle sebe formy sartam "vstaň", sartayam "vzbuď ho (kauzativum: donuť ho vstát)", sartayarapita "vzbuď ho kvůli mně" apod.
Vztažné vedlejší věty jsou tvořeny nominální formou slovesa a příslušnými závislými členy. Nominální forma slovesa na rozdíl od finitní nevyjadřuje osobu předmětu, tj. např. yatichañapa znamená "bude učit mě/tebe/jeho/ji" (finitní formy se liší: yatitu/yattam/yati). Podle typu věty má slovesná forma pád, např. yatiqañamataki "aby ses mohl učit" (benefaktiv: -taki), yatiqañamkama "dokud se budeš učit" (limitativ: -kama) apod. Osoba podmětu se vyjadřuje v závislých větách posesivním sufixem.
Vlastnictví se vyjadřuje sufixy (posesor) a lokativem (závislý člen), např. utaja "můj dům", kullakan utapa "sestřin dům" apod. Je-li závislý člen neživotný, vztah mezi oběma členy není morfologicky vyjádřen, např. Wuliwya prisidinti "prezident Bolívie".
V predikátu se užívá sufixu -ni (např. pä utanïtwa "mám dva domy") nebo slovesa utjaña (např. pä utax utjituwa "mám dva domy", sufix -itu vyjadřuje shodu v osobě s podmětem (3) a předmětem (1)). Navíc lze ve funkci predikátu použít přímo posesora: pä utax nayankiwa "dva domy (jsou) moje", sufix -nk(a) je odvozen z lokativu a verbalizuje).
Posesivní sufixy:
| -ja | můj       | utaja můj dům (napříč ajmarskými dialekty existují rovněž varianty -xa, -ña, -nha [ŋa], -lla, -ya a -¨) |
| -ma | tvůj      | utama tvůj dům                                                                                          |
| -pa | jeho/její | utapa jeho/její dům                                                                                     |
| -sa | náš       | utasa náš dům (můj a tvůj)                                                                              |

Příklady sufixů pro slovesný způsob:
| -ta           | sarta            | jdeš/šel jsi    |
| -:ta          | saräta           | půjdeš          |
| -yäta         | sarayäta         | šel jsi         |
| -täta         | saratäta         | prý jsi šel     |
| -irisma       | churirisma       | dal bych ti     |
| -iriskasamäna | chuririskasamäna | byl bych ti dal |

U číslovek ajmarština dříve používala pětkovou soustavu (jako např. grónština, podle počtu prstů na ruce), většina číslovek ale byla později nahrazena výpůjčkami z kečujštiny. Původní systém se zachoval např. ve slovech paqallqu "sedm" (doslova: "dva-pět") a kimsaqallqu "osm" (doslova: "tři-pět").

### Topik-fokus
Aktuální větné členění se v ajmarštině povinně vyjadřuje sufixy -xa (téma) a -wa (réma). Sufix -wa má nulový alomorf u slov v akuzativu, nejedná-li se o poslední slovo věty (qut saräxa vs. saräx qutwa "půjdu k jezeru"). Slovosled jmenných frází je dán pevně, na úrovni klauze je ale volný (převládá SOV). Přívlastek a příslovečné určení (např. lokativní fráze) se vyjadřují odlišně, např. věta muž v domě spal se přeloží buď utankir chachax ikiwa nebo utanx chachax ikiwa (v prvním případě závisí utan(a) "v domě" na podmětu, v druhém případě na slovese).

## Porovnání s kečujštinou
Ajmarština sdílí s kečujštinou více než 20 % slovní zásoby, strukturu gramatiky a také mnoho sufixů. Většina jazykovědců se přesto přiklání k názoru, že se jedná o výsledek jazykového kontaktu, tedy že oba jazyky nejsou blíže geneticky příbuzné. Zde je přehled některých rozdílů:
- pořadí sufixů je v ajmarštině "plurál-posesor", v kečujštině naopak. V ajmarských dialektech sousedících s kečujšinou je pořadí opačné, tedy např. ajm. uta-naka-ja "moje domy" vs. dial. (a kečua) uta-ja-naka,

- ajmarština nemá zvláštní sloveso "být", pouze derivační sufixy -nka, s lokativním nebo posesivním významem, a -: (prodloužení samohlásky, psáno " ¨ "), jako spona, např. utajankta "jsem ve svém domě", jumankiwa "to je tvoje", Wuliwyankirïta "jsi z Bolívie" apod.,

- předmět (i předmětový infinitiv) a cíl pohybu má v kečujštině sufix akuzativu -ta, v ajmarštině odpadá koncová samohláska slovního tvaru (před nezávislými sufixy), např. manq'añ munta "chci jíst" (keč. mikhuy-ta munani), kuna-s(a) "co (podmět)" vs. kun-s(a) "co (předmět)" (keč. ima-taq vs. ima-ta-taq),

- relativní a doplňkové klauze v ajmarštině nevyjadřují (na rozdíl od kečujštiny a ajmarských finitních sloves) osobu předmětu u přechodných sloves, tj. např. uñja-taja může znamenat "vida/vidouc(e) tebe", "vida/vidouc(e) jeho/ji" atd. Finitní formy mají různé sufixy pro každou kombinaci osoby podmětu a předmětu.

## Příklady

### Číslovky
| Ajmarsky    | Česky |
| maya        | jeden |
| paya        | dva   |
| kimsa       | tři   |
| pusi        | čtyři |
| phisqa      | pět   |
| suxta       | šest  |
| paqallqu    | sedm  |
| kimsaqallqu | osm   |
| llatunka    | devět |
| tunka       | deset |
| pataka      | sto   |
| waranqa     | tisíc |

### Pozdravy
Kunas (jupan) sutipaxa? – Jak se jmenuje?
| kuna | -sa                                          | (jupa       | -na)     | suti  | -pa       | -xa                |
| co   | tázací sufix užívaný v doplňovacích otázkách | (on/ona/ono | genitiv) | jméno | jeho/její | tematizátor (téma) |
(Jupan) sutipax Julyawa. – Jmenuje se Julie.
| (jupa       | -na)     | suti  | -pa       | -xa                | Julya | -wa                      |
| (on/ona/ono | genitiv) | jméno | jeho/její | tematizátor (téma) | Julie | afirmativní sufix (réma) |

## Vzorový text
Otčenáš (modlitba Páně):
Alaxpanchir nanakan Awkixa,
sutimax jach'añchatäpan.
Qhapaq kankañamax nanakar jutpan.
Munañamasti akapachan luratäpan,
kunjämatix alaxpachan luratäki ukhama.
Sapüruy manq'añ churanipxita.
Juchanakaxat pampachapxita,
kamisatix nanakax jan wal lurapkitu
ukanakarux pampachapkta ukhama.
Janirak yant'äwir puriyapxistati,
jan ukasti ñanqhat qhispiyapxita’.

### Všeobecná deklarace lidských práv
| ajmarsky | Taqpach jaqejh khuskat uñjatatäpjhewa munañapansa, lurañapansa, amuyasiñapansa, ukatwa jilani sullkanípjhaspas ukham uñjasipjhañapawa.     |
| česky    | Všichni lidé se rodí svobodní a sobě rovní co do důstojnosti a práv. Jsou nadáni rozumem a svědomím a mají spolu jednat v duchu bratrství. |